# James Hay (1er comte de Carlisle)
Pour les articles homonymes, voir James Hay et Hay.
James Hay (vers 1580 – 20 avril 1636), 1er comte de Carlisle, est un courtisan et diplomate écossais. Il est le premier propriétaire de l'île antillaise de la Barbade.

## Biographie
Il est le fils de James Hay of Fingask et Margaret Murray, cousin de George Hay, 1er comte de Kinnoull, et devient le favori de plusieurs rois d'Angleterre de la lignée des Stuart, Jacques Ier d'Angleterre, puis Charles Ier. Il multiplie les distinctions de cour et les missions de représentation à l'étranger à l'époque où les puritains du Parlement anglais redoutent que la monarchie ne tourne le dos aux libertés religieuses, puis décède en 1636, quatre ans avant le début de la guerre civile anglaise. Après sa mort, sa deuxième épouse Lucy Hay, comtesse de Carlisle, est impliquée dans de nombreuses conspirations au cours de la première révolution anglaise.
En 1629, il obtient pleine propriété de la Barbade et l'autorisation de l'exploiter, aux dépens du premier colon, le marchand William Courteen. C'est sous son autorité, et sous celle du gouverneur Henry Hawley qu'est entrée en vigueur à la Barbade en 1636 la base légale du Code des esclaves de la Barbade, ou Code des Barbades de 1661, un code de droit anglais réalisé dans le but de servir de base légale à l'esclavage dans les îles des Barbades (Caraïbes).